# Георгій I Дадіані
Георгій I Дадіа́ні (груз. გიორგი I დადიანი; д/н — 1323) — еріставі Одіши (Мегрелії) у 1260—1323 роках.

## Життєпис
Походив з роду Дадіані. Старший син князя Цотне і Хуашак, доньки Беги II Сурамелі, еріставі Картлі. Відомостей про нього обмаль. Зображений на фресці на північній стіні собору Хобі, власного фундаменту, з макетом церкви в руках.
Успадкував Одіши після смерті батька близько 1260 року. На той час його рід був досить потужним, що дозволило отримати посаду мандатурт-укхуцесі («міністр-розпорядник»).
1293 року скористався розгардіяшем у Західній Грузії, що настав після смерті царя Давида VI, остаточно закріпивши за собою Менгрелію (згадується як еріставі Одіши та вплив на Абхазію й Гурію. В наступні роки приєднав до своїх земель еріставство Цхумі, просунувши кордон до річки Псирцха.
Помер Георгій I 1323 року. Йому спадкував син Мамія I.